# ビルボードプレイス

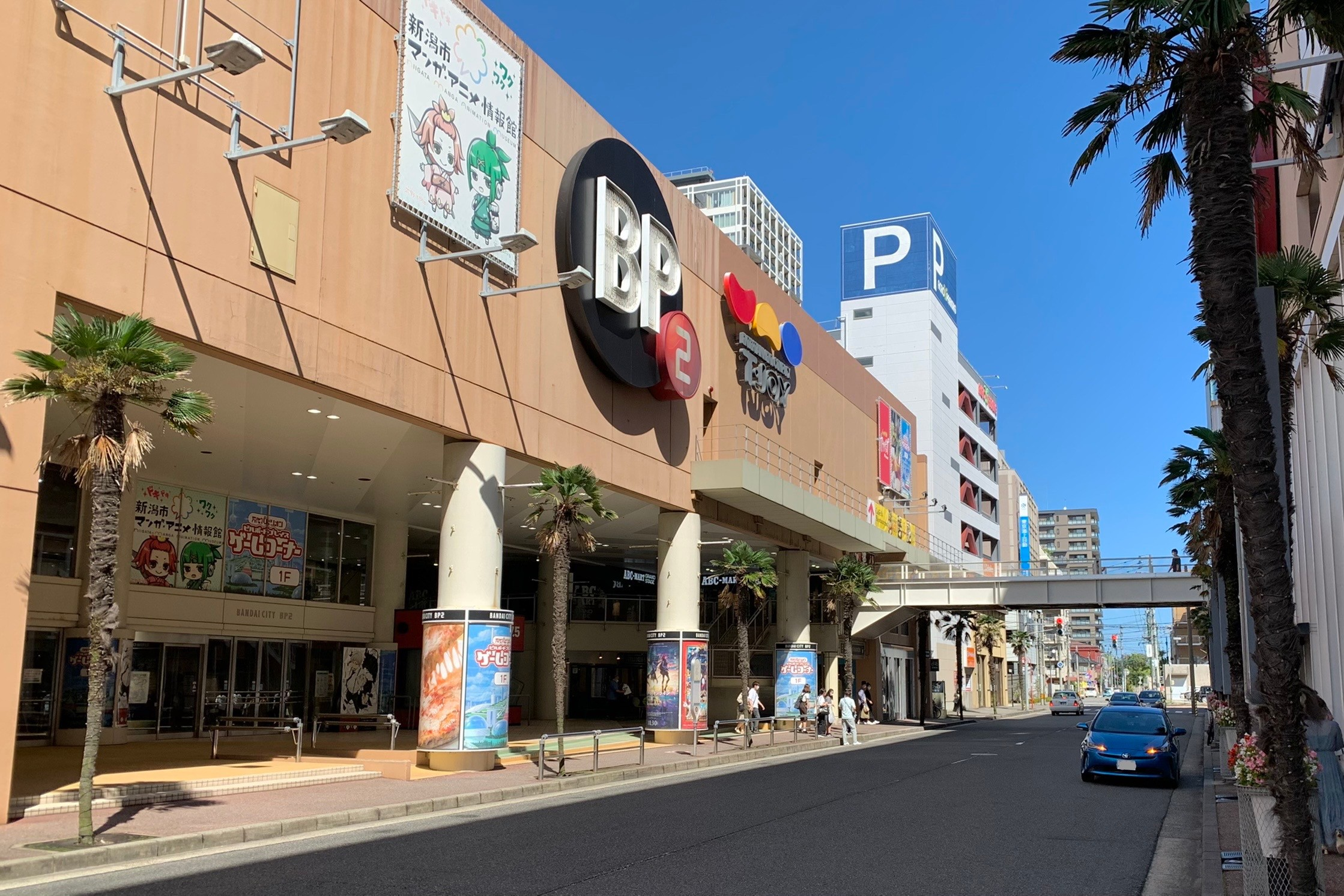
BP2（2021年9月）

万代シテイにおけるビルボードプレイス・BP2・第二駐車場ビル（A棟）の位置関係。両者および周辺施設はペデストリアンデッキで結ばれている。

万代シテイ ビルボードプレイス（ばんだいシティ ビルボードプレイス、Bandai City BILLBOARD PLACE）は、新潟県新潟市中央区八千代二丁目の万代シテイにある専門店複合型の商業施設。
本項では、ビルボードプレイスが入る建物「万代シテイ第二駐車場ビル」および隣接地に所在する商業施設「BP2」（万代シテイビルボードプレイス2）についても併せて記述する。

## 概要
ビルボードプレイスおよびBP2は万代シテイにおける中心的商業施設のひとつで、施設の運営管理は新潟交通が行っている。
ビルボードプレイスは、1996年に完成した万代シテイ第二駐車場ビルB棟1～4階に設けられた店舗エリアに相当する。BP、或いはビルボとも呼ばれる。主にB棟を指すが、A棟の1・2階北側部分もBP Walkと呼ばれ、ビルボードプレイスの一部として扱われる。
一方のBP2は、1995年オープンしたアミューズメント施設「新潟ジョイポリス」を2000年に商業施設としてリニューアルオープンしたものである。
両者は市道を挟んで隣接しており、信濃川やすらぎ堤右岸からBP2 - BP・第二駐車場ビル - 新潟伊勢丹の間は各2階部分を通じてペデストリアンデッキで連絡している。

## 歴史・特徴

### ビルボードプレイス
新潟交通が主体となり、同社の男子寮と中部営業所万代車庫の敷地を開発して1996年10月26日、自社運営の複合商業施設「ビルボードプレイス」がオープン。20～30代の男女を主なターゲットとし、オープン時に入居した約60のテナントのうち9割が県内初出店という形となった。
施設の内外装全体がビルボード、つまり広告の場となっており、400枚以上の大小様々な広告が芸術的に並ぶ。各店舗には一切シャッターを持たないのが特徴で、開放的な空間となっている。こうしたデザインにより、ディスプレイデザイン賞97（日本ディスプレイ協会主催）では、最高賞を受賞した。
主なテナントは後述するが、1996年のオープン当初は、ヴァージン・メガストア（2007年にラブラ万代へ移転後、2009年1月20日に店舗ブランドをTSUTAYAに転換し、2010年5月9日閉店）、T-ZONE（1999年7月に同区女池上山へ移転後、2001年10月に閉店し新潟県から撤退）、無印良品なども出店していた。また、当初は新潟交通の直営店舗もあった。
なお、伊勢丹とペデストリアンデッキで結ばれる第二駐車場ビル（A棟）は1984年（昭和59年）に完成したものである。

### BP2
BP2は元々は1995年（平成7年）12月、アミューズメント施設「新潟ジョイポリス」として新潟交通が土地・建物を所有しセガ（後のCAセガジョイポリス）が運営する形でオープン。ジョイポリスとしては横浜に次いで全国で2番目の開業となった。2階部分が吹き抜けとなる地上3階建の建物で、VR（仮想現実）を多用した11のアトラクションや数百台のゲーム機から成るテーマパーク（娯楽部門）と、飲食店などから成るテナント部門で構成された。
1995年のオープン当初の1か月で9万人の入場者を記録するなど盛況だったが、客層を10代に絞りすぎていたこともあり、入場者はそれ以降徐々に減少して運営不振に陥った。セガはてこ入れのため1998年（平成10年）4月、カナダのインターナショナル・レジャーシステムズ（ILS）を母体とする外資系法人「マジックシティ」をメインテナントとして入居させ、業務を委託した。当初はILSの日本進出1号店として注目を集めたものの、程なくして同社のずさんな運営体制が発覚し、テナント料未払いなど数々もの問題が発生。1999年6月から営業停止状態となっていた。同年12月にはセガが1階部分を利用して仮営業として再開したが、結局、新潟交通と万代開発はアミューズメント施設としての本格再開を断念、セガも撤退することが決定した。
ジョイポリス跡はシネマコンプレックスを核とした複合型商業施設「BP2」としてリニューアルすることになり、かつて存在していた「新潟東映劇場」（新潟東映、東映パラス。2001年4月8日閉館）の後継映画館として「T・ジョイ新潟万代（2001年7月14日開館）」など5店を先行オープンの後、10月に衣料品店など16店が入り全面開業した。
2003年（平成15年）には、1階エントランス部にFM-NIIGATAのサテライトスタジオが開設された。

### 周辺映画館への影響
T・ジョイ開館に伴い、同市東堀前通六番町にあった「新潟東映・東映パラス」、バスセンタービル3階にあった「万代東宝1・2」は2001年4月8日に閉館した。また万代シネモールビル地下1階の「新潟万代東宝プラザ」も同年6月24日の閉館後、新潟交通がT・ジョイに運営を委託して「T・ジョイ新潟万代ANNEX」と改称したが、2004年4月をもって閉館した。なおT・ジョイANNEXの後継テナントとして、ライブハウス「LIVE SPACE The PLANET NIIGATA」が2011年9月21日にオープンしている。

### イベント
2016年4月から「BP 20th Anniversary Year」として、新潟初のキャラクターコラボカフェ「ぐでたまカフェ」をはじめ、多数の20周年イベントを開催。10月には新潟初出店の4店舗を含む計10店舗が新店オープンまたはリニューアルオープンした。また新潟初の国家戦略特区を活用したイベント「BANDAI GRAND MARCHÉ」（万代グランマルシェ）を10月22日、23日に開催。新潟の「地産地消」や「ものづくり」などの質・レベルの高さなどの「新潟の良さ」を発信するイベントとして今後も開催を予定している。

## 主なテナント
ここでは概説を述べる。店舗一覧は脚注に示した公式ウェブサイトを参照。

### BP・第二駐車場ビル

#### 第二駐車場ビル（A棟側）
- 1階（東港線沿い）[20][19]
  - 新潟・市民映画館シネ・ウインド

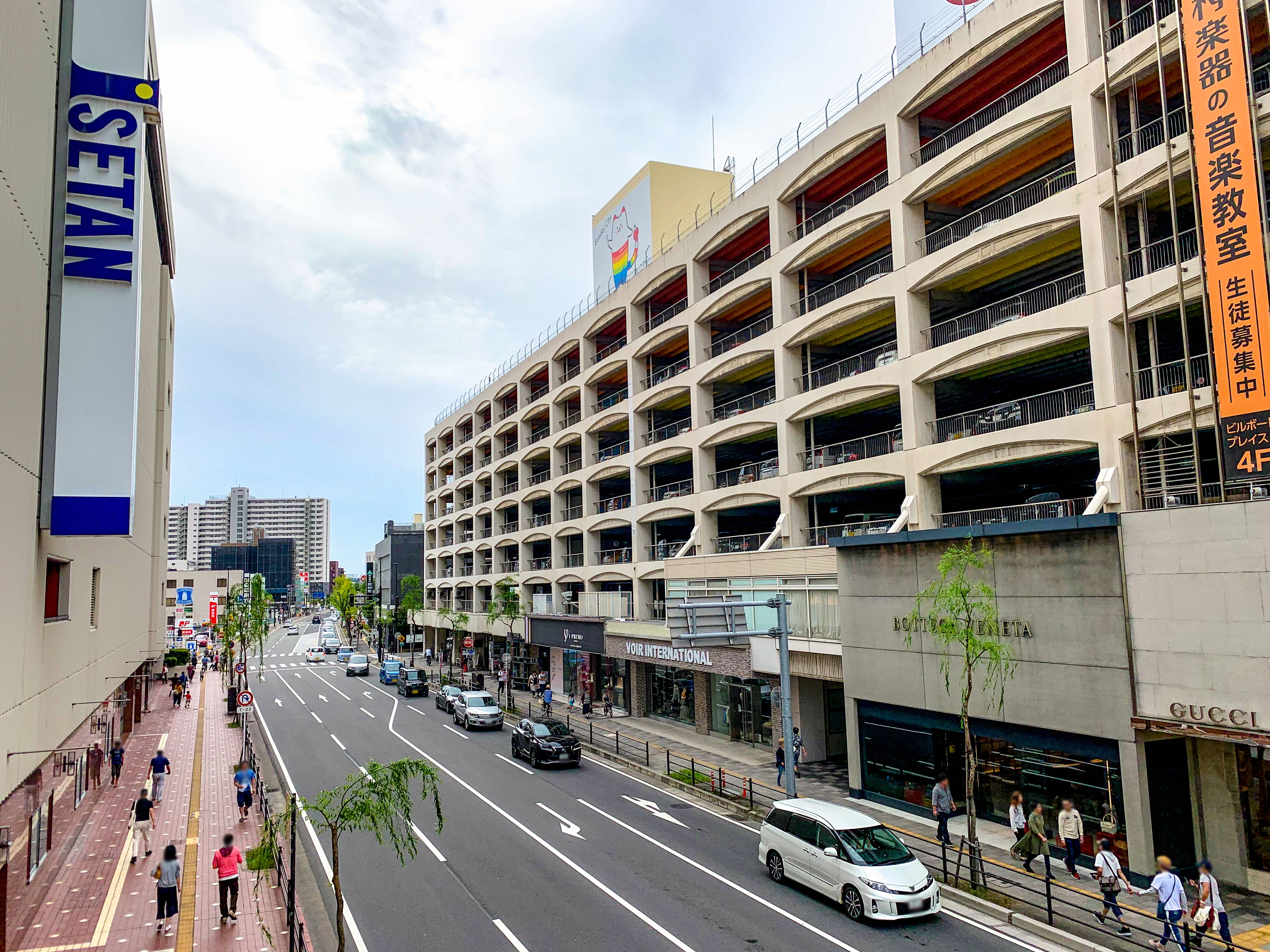
第二駐車場ビルA棟（右）の1階路面ショップの一部は新潟伊勢丹の店舗となっている。

  - ブランドショップや美容室など数件が並び、新潟伊勢丹の一部として機能している店舗もある。

#### BP Walk（A棟側）
- 1階[2]
  - ワイン店やパン屋など数件が並ぶ。
- 2階[2]
  - ファッション・雑貨・アウトドア店などのほか、軽食店がある。

#### BP（B棟側）
- 1階[2]

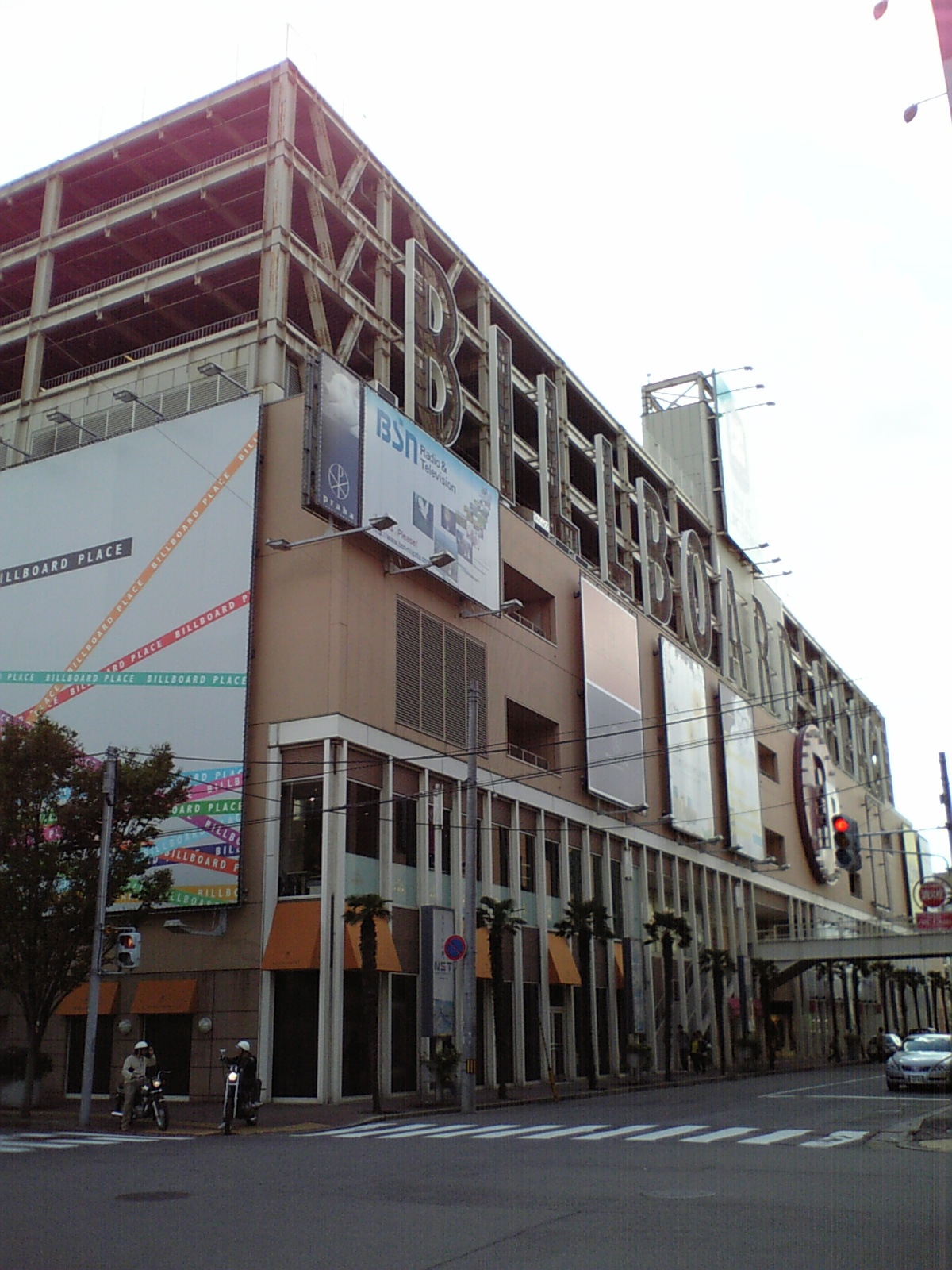
「ビルボードプレイス」が入る第二駐車場ビル（B棟側）
（2007年10月13日撮影）

  - シップス、トゥモローランド、ユナイテッドアローズ、マリメッコをはじめとしたファッション・雑貨店が多く並ぶ。
  - フリークスストア（2018年9月29日）、リンツショコラカフェ（2018年10月12日）など新潟初出店の店舗もある。
- 2階[2]
  - ビームスをはじめとしたファッション・雑貨店が多く並ぶ。
  - ディズニーストア
- 3階[2]
  - ジョンブルをはじめとしたファッション・雑貨店が多く並ぶほか、様々な店舗がある。
  - 幸せのパンケーキ（2018年12月22日）など新潟初出店の店舗もある。
- 4階[2]
  - ムラサキスポーツ、ヴィレッジヴァンガード、島村楽器など様々な店舗が並ぶ。

### BP2
- 1階[2]
  - FM-NIIGATA 万代シテイサテライトスタジオ
  - 新潟市マンガ・アニメ情報館
  - このほか、ファストフード店やレストラン、ファッション店、ゲームセンターなどがある。
- 2階[2]
  - 数件の飲食店のほか、ヘアサロン店や靴店がある。
- 3階[2]
  - シネマコンプレックス「T・ジョイ新潟万代」

## 交通
- JR新潟駅万代口から徒歩約10分

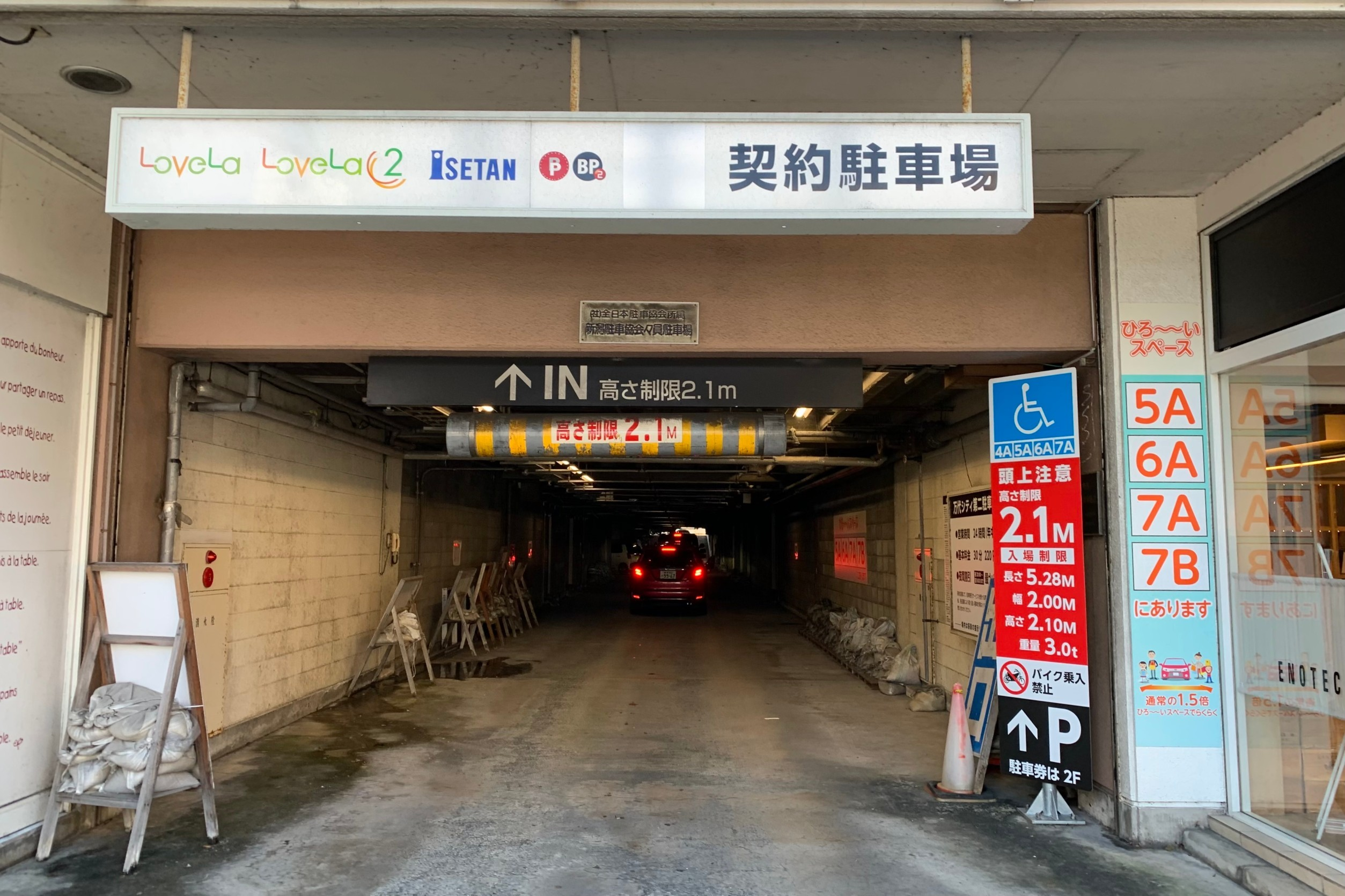
万代シテイ第二駐車場入口（2021年9月）

- BRT萬代橋ライン「万代シテイ」バス停から徒歩約4分
- 万代シテイバスセンターから徒歩約1分

その他については万代シテイ#交通を参照。